# Nguyễn Thiên Ngân
Nguyễn Thiên Ngân (sinh năm 2005) là một vận động viên cờ vua người Việt Nam. Cô là nhà vô địch nội dung cờ nhanh và cờ chớp tại Giải Vô địch Cờ vua trẻ thế giới do Liên đoàn Cờ vua thế giới tổ chức năm 2019, đồng thời là nữ kiện tướng Liên đoàn Cờ vua thế giới.

## Tiểu sử và sự nghiệp
Nguyễn Thiên Ngân sinh năm 2005 tại Thái Nguyên, tên ở nhà thường gọi là "Bống". Cô bắt đầu bén duyên với cờ vua từ năm mẫu giáo 5 tuổi. Theo lời kể của Nguyễn Thành Công, bố Ngân, cô bộc lộ tố chất từ sớm khi "nhớ rất nhanh các quân, bàn cờ và cả một số nước đi cơ bản". Năm học lớp 1, Ngân chuyển đến học tại Trường Tiểu học Đội Cấn, thành phố Thái Nguyên. Tại đó, cô được tuyển vào đội tuyển cờ vua của trường. Sau học kỳ 1, Ngân nhận được sự chú ý từ các giáo viên của Trường Phổ thông năng khiếu thể dục thể thao Thái Nguyên. Họ đề xuất rèn luyện thêm cho cô. Tuy nhiên, gia đình cô đã từ chối vì hoàn cảnh kinh tế không đáp ứng, mãi cho đến khi họ ngỏ ý miễn giảm học phí cho cô. Trong thời gian này, Ngân thường di chuyển xuống Hà Nội để thi đấu giao lưu. Năm 2011, Thiên Ngân tham dự Giải Cờ vua học sinh toàn thành phố và giành giải nhất lứa tuổi từ lớp 1 đến lớp 3. Tiếp sau đó, Ngân tiếp tục về nhất tại Giải Cờ vua học sinh toàn tỉnh.
Năm 2012, Nguyễn Thiên Ngân tham dự Giải vô địch Cờ vua các nhóm tuổi Miền Trung mở rộng lần thứ 10 tổ chức tại Nghệ An với tư cách là thành viên của đội tuyển cờ vua tỉnh Thái Nguyên. Tuy nhiên, gia đình Ngân phải lo toàn bộ chi phí cho cô. Tại giải đấu này, cô giành 3 huy chương vàng và 1 huy chương bạc. Thành tích này khiến Ngân được tuyển lựa vào Trường Phổ thông năng khiếu Thể dục thể thao tỉnh Thái Nguyên. Sau đó, Thiên Ngân gia nhập đội tuyển Cờ vua Quân đội. Trong trận đánh thử đầu tiên với một kỳ thủ từng vô địch Đông Nam Á, Ngân đã giành chiến thắng. Cũng trong năm này, cô có lần đầu tiên ra mắt đội tuyển Cờ vua Trẻ Quân đội tham gia giải vô địch cờ vua trẻ toàn quốc. Tính đến năm 2015, Thiên Ngân đã có cho riêng mình 20 huy chương các loại từ các giải đấu khác nhau ở Việt Nam.
Năm 2015, Nguyễn Thiên Ngân được lựa chọn vào đội hình thuộc nhóm tuổi U10 nữ, Đội tuyển Cờ vua Việt Nam tham dự Giải vô địch Cờ vua các nhóm tuổi Đông Nam Á lần thứ 16 tại Singapore. Tại giải đấu đó, cô đoạt 3 huy chương vàng, 1 huy chương đồng. Tháng 7 cùng năm, Thiên Ngân giành 1 huy chương vàng và 1 huy chương bạc ở nội dung cờ chớp nhoáng và cờ tiêu chuẩn tại Giải vô địch cờ vua trẻ toàn quốc 2015 ở Đà Lạt. Cùng thời điểm, cô tham dự Giải vô địch Cờ vua trẻ châu Á tổ chức tại Hàn Quốc và giành huy chương bạc.
Năm 2016, Thiên Ngân tiếp tục giành về 4 huy chương tại các giải đấu quốc nội. Trong số này có 3 huy chương vàng, 1 huy chương bạc. Cũng trong năm này, cô giành tiếp 2 huy chương vàng tại Giải vô địch cờ vua các nhóm tuổi Đông Nam Á lần thứ 17 tổ chức ở Thái Lan. Với thành tích ấy, Thiên Ngân được phong danh hiệu Kiện tướng Đông Nam Á. Sau đó, Ngân tiếp tục giành thêm 1 huy chương bạc, 1 huy chương đồng ở hệ nâng cao Hội khỏe Phù Đổng. Năm 2017, cô về thứ ba tại hạng mục U12 Giải Cờ vua cờ nhanh và cờ chớp nhoáng thế giới tổ chức ở Belarus. Đến năm 2019, Thiên Ngân giành 2 huy chương vàng tại nội dung cờ nhanh và cờ chớp nữ, lứa tuổi U14 tại Giải Vô địch Cờ vua trẻ thế giới tổ chức ở Tây Ban Nha. Vì thành tích này, cô được Liên đoàn Cờ vua thế giới trao danh hiệu kiện tướng.
Năm 2021, Nguyễn Thiên Ngân vô địch giải cờ chớp nữ quốc gia tranh cúp LienVietPostbank.

## Thành tích và vinh danh
Từ năm 2011 đến năm 2019, Nguyễn Thiên Ngân đã có cho riêng mình 179 huy chương các loại tại các giải đấu ở Việt Nam và nước ngoài. Năm 2019, Nguyễn Thiên Ngân được Tỉnh đoàn Thái Nguyên trao tặng bằng khen cho thành tích vô địch giải trẻ thế giới. Năm 2021, cô nhận bằng khen của Thủ tướng nhằm tuyên dương những đại biểu trẻ của Việt Nam.